# Medusa (Caravaggio)
Medusa is een schilderij van Medusa van de Italiaanse kunstschilder Caravaggio (1571-1610).

## Het schilderij
Het schilderij hangt in het museum Uffizi in Florence. Caravaggio schilderde het ca 1597 na een eerste versie in 1596.
Het schilderij was een opdracht van Kardinaal Francesco Maria del Monte die het schild cadeau deed aan groothertog Ferdinando I de' Medici.
De Medici gebruikten de mythe van Medusa (wie haar aankeek, versteende) als symbool voor hun eigen afschrikwekkende militaire macht.

## Beschrijving
Het schilderij is 60 × 55 cm en heeft geen handtekening van de schilder. Het is geschilderd met olieverf op doek, bevestigd op een convex houten schild.
Afgebeeld is het door Perseus afgehakte hoofd van Medusa, dat bedekt was met slangen in plaats van haar. Tevoren had ze zichzelf gezien in het (door Perseus omhoog gehouden) spiegelende schild van de godin Athene; de verschrikking van haar eigen aanblik staat nog op haar gezicht te lezen. Het bloed stroomt uit haar hals.